# Abd al-Hayy Abu l-Hassanat Muhammad
Abd al-Hayy Abu l-Hassanat Muhammad (Banda 1848-Lucknow 1886) fou un teoleg indi musulmà de l'escola hanafita, nascut a Banda al Bundelkhand.
Va escriure diverses gloses i comentaris sobre obres d'ús corrent a les madrasses índies sobre temes jurídics i religiosos, compendiats al Nafi al-kabir i a l'edició feta per Shaybani del Muwalla.